# Скульск (гмина)
Скульск (пол. Skulsk) — сельская гмина (волость) в Польше, входит как административная единица в Конинский повет, Великопольское воеводство. Население — 6190 человек (на 2008 год).

## Сельские округа
1. Бушково
2. Бушково-Парцеле
3. Гавроны
4. Гопляна
5. Дзержыслав
6. Домб
7. Кобылянки
8. Лисево-Парцеле
9. Лущево
10. Мельница-Дужа
11. Мнишки-Б
12. Панево
13. Пилих
14. Попелево
15. Радваньчево
16. Раково
17. Скульск
18. Скульска-Весь
19. Целиново
20. Чартово
21. Чартувек

## Соседние гмины
1. Гмина Вежбинек
2. Гмина Вильчин
3. Гмина Слесин
4. Гмина Езора-Вельке
5. Гмина Крушвица
6. Гмина Пётркув-Куявски